# Kowalki (Ermland-Mazurië)
Kowalki (Duits: Kowalken; 1938-1945: Beierswalde) is een plaats in het Poolse woiwodschap Ermland-Mazurië, in het district Gołdapski. De plaats maakt deel uit van de stad- en landgemeente Gołdap.